# Еліптична галактика

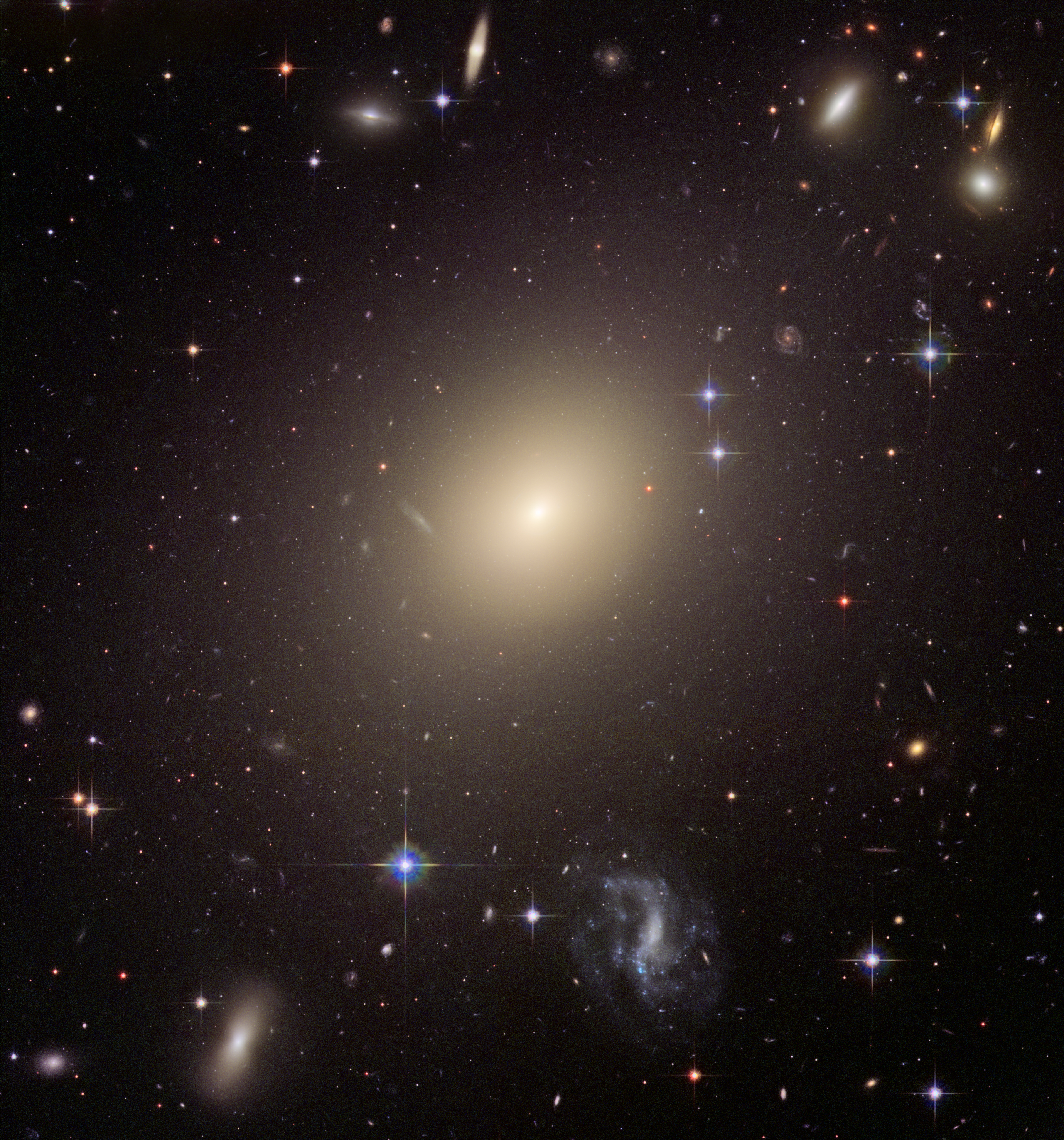
Велетенська еліптична галактика, розміром приблизно 308 500 на 246 800 світлових років.

Еліпти́чна гала́ктика — один з чотирьох основних типів галактик за класифікацією Габбла на ряду з неправильними, спіральними та лінзоподібними. Контури галактик цього типу мають еліпсоподібну форму, а поверхнева яскравість плавно зменшується від центра до периферії. Термін «еліптична галактика» почали вживати з 1940-х років, раніше такі об'єкти називали «еліптична туманість». Значний внесок в дослідження еліптичних галактик та розуміння їх природи зробили Едвін Габбл, Гарлоу Шеплі, Ян Оорт та Лайман Спітцер.
У класифікації Габбла еліптичні галактики позначають латинською літерою E, після чого ставлять число від 0 до 7, яке є мірою спостережуваної витягнутості галактики. Круглі галактики відносять до типу E0. Реальна верхня межа витягнутості еліптичних галактик відповідає типу E3-E4, усі більш витягнуті галактики, до E7 включно, виявилися помилково класифікованими лінзоподібними галактиками. Стиснення еліптичних галактик свідчить про те, що вони обертаються.
Основне населення — переважно старі зорі пізніх спектральних класів, або подібні до Сонця, або ще менш масивні, внаслідок чого ці галактики часто мають жовтий або помаранчевий колір. Більшість еліптичних галактик практично не мають у своєму складі міжзоряного газу, тому зореутворення в них майже не відбувається, хоча в деяких з них виявили ознаки нещодавнього сплеску зореутворення. У центрах усіх великих еліптичних галактик є надмасивна чорна діра.
Частка еліптичних галактик у загальній кількості становить ~12 %. За розмірами ці галактики дуже різноманітні — серед них трапляються як велетенські з масою 1013 мас Сонця, так і карликові — 105 мас Сонця. Існує окремий підтип — блакитні еліптичні галактики, які мають форму та розміри еліптичних галактик, однак при цьому складаються переважно з молодих та яскравих зір. Цей підтип станом на 2024 рік є малочисельним і недостатньо вивченим[джерело?].

## Історія назви

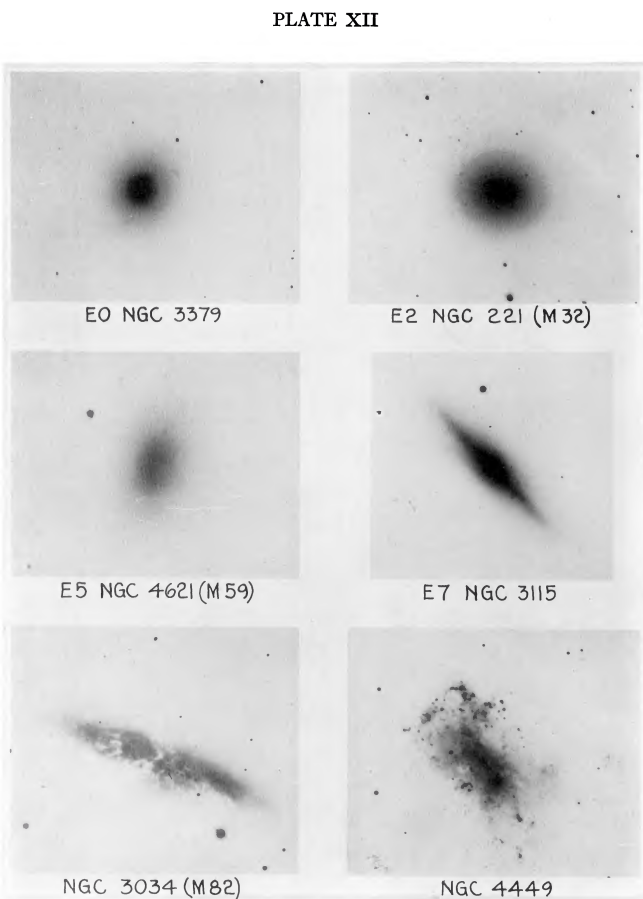
Зображення еліптичних та неправильних галактик зі статті Едвіна Габбла 1926 року, в якій він запропонував свою систему класифікації.

Історія активного дослідження еліптичних галактик починається з 1920-х років. Одну з перших наукових статей на цю тему опублікував Едвін Габбл в 1923 році. Однак сам Габбл тоді термін «галактика» ще не вживав. У той час такі об'єкти називали «еліптична туманність», оскільки лише за 3 роки до того, у квітні 1920 відбувся Великий диспут між Гарлоу Шеплі та Гебером Кертісом і той факт, що вони є окремими галактиками, ще не був загальноприйнятим у науковій спільноті. Сам термін «галактика» існував щонайменше з 1837 року, однак використовувався лише для позначення Чумацького шляху.
Одним із перших термін «еліптична галактика» вжив Лайман Спітцер в 1942 році, коли досліджував NGC 3115. Щоправда, за результатами подальших досліджень, ця галактика виявилася не еліптичною, а лінзоподібною. Починаючи з 1940-х років, термін «еліптична туманність» для позначення еліптичних галактик поступово вийшов з ужитку, хоча деякий час обидва терміни вважали синонімами. У 21 столітті термін «еліптична туманність» вживають для позначення планетарних туманностей, що мають еліптичну форму.

## Історія досліджень

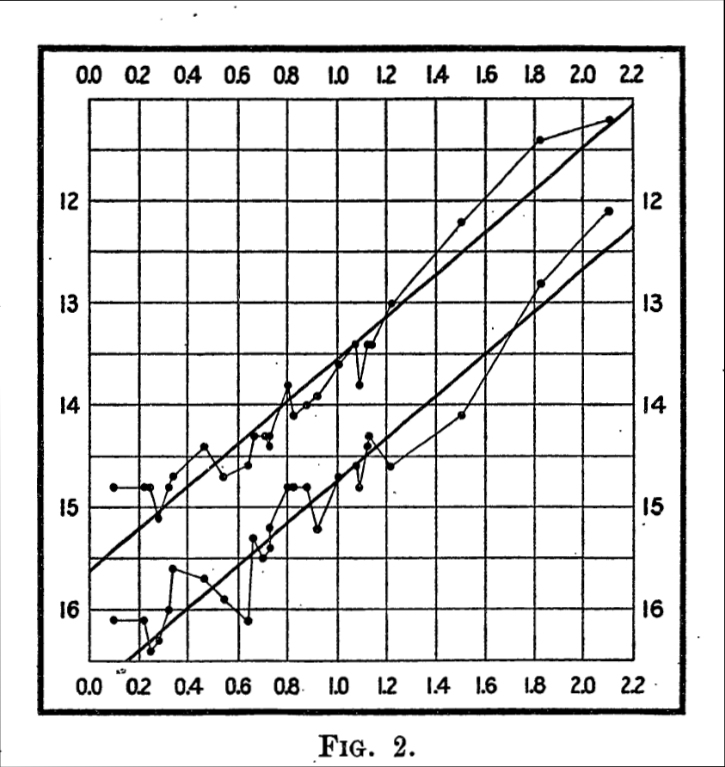
Оригінальна залежність період — світність для цефеїд зі статті Генрієтти Свон Лівітт, 1912 року.

До 1920-х років знання астрономів про галактики загалом, і про еліптичні зокрема були вкрай обмежені. На той час уже існували каталог Мессьє, створений Шарлем Мессьє в 1774 році та Новий загальний каталог 1888 року авторства Джона Людвіга Еміля Дреєра. Водночас, ще в 1899 році була спроба виміряти відстань до Галактики Андромеди шляхом вимірювання її паралаксу, а в 1912—1913 — радіальної швидкості, виявивши, що вона наближається до Чумацького шляху зі швидкістю майже 300 км/с, що було найбільшою виміряною на той час радіальною швидкістю. Інша відмінність — відмінності спектрів газопилових туманностей та галактик, — була виявлена ще раніше, в 1864 році Вільямом Гаґґінсом.
Вже на початку 20 століття частина астрономів висловлювала гіпотези, що деякі туманності, зокрема еліптичні, насправді є іншими галактиками, відповідно, розташовані значно далі і є значно більшими, ніж вважалося. Одним з найважливіших кроків для остаточного підтвердження цієї гіпотези стало відкриття залежність період-світність для цефеїд в 1908—1912 роках, що дозволило надалі значно точніше вимірювати відстані та значно збільшило максимальну відстань, яка може бути виміряна.
Перші системні дослідження еліптичних галактик (1920—1930 роки) були присвячені спробам зрозуміти їх природу, зокрема визначити відстані до них та розміри цих об'єктів. У 1923 році Едвін Габбл виявив, що розподіл поверхневої яскравості в різних еліптичних галактик є схожим і запропонував формулу для опису розподілу поверхневої яскравості:
{\displaystyle L={\frac {L_{0}}{(r/a+1)^{2}}}}
Також у тій статті Габбл зазначив, що ядра еліптичних галактик є червонішими (містять більше зір пізніх спектральних класів) порівняно з віддаленими від центру частинами цих галактик.

Карликова еліптична галактика Мессьє 32 (NGC 221)

1926 року було проведено одразу три дослідження. У двох із них Гарлоу Шеплі проводив спостереження, вимірюючи відносні діаметри та співвідношення кількості спіральних та еліптичних галактик. Шеплі першим висловив припущення, що малий відсоток спіральних галактик і великий — еліптичних зумовлений недосконалістю тодішньої астрономічної техніки, яка просто не давала можливості розгледіти спіральну структуру. Він також припустив, що навпаки — спіральні галактики мають бути домінуючим типом. Його гіпотеза була підтверджена подальшими спостереженнями: наприклад, серед об'єктів каталогу APM Bright Galaxy Catalogue, складеному в 1996 році, кількість спіральних галактик становила 56 %, а еліптичних — лише близько 12 %.
Третьою була монографія Едвіна Габбла, присвячена статистичному аналізу відомих галактик. У ній Габбл першим запропонував морфологічну систему класифікації галактик. У тому ж дослідженні Габбл розділив туманності за відстанню на «галактичні» та «позагалактичні», (англ. extra-galactic nebulae). Його розрахунки показали невідповідність абсолютної зоряної величини відомих галактичних та позагалактичних туманностей, оскільки за сукупністю фактів, відстань до найвіддаленіших туманностей мала бути значно більшою, ніж вважалося до того.
1927 року Жорж Леметр відкрив залежність між радіальною швидкістю «позагалактичних туманностей» та відстанню до них.
Через два роки (1929) за точнішими спостереженнями такий самий закон вивів Габбл.
Більшість досліджень в 1930-х роках була присвячена вивченню розподілу яскравості та структури еліптичних галактик. Дослідження розподілу поверхневої яскравості частково підтвердили більш ранні спостереження Габбла та виявили серед іншого залежність видимого розміру еліптичних галактик від погодних умов та параметрів інструменту. Також було зазначено, що дуже складно вимірювати розміри таких об'єктів, де яскравість стрімко спадає з наближенням до краю. Решта досліджень, в яких основним об'єктом була структура еліптичних галактик, використовували різні моделі будови цих об'єктів і виявили, що найбільша відповідність між спостереженнями та теорією буде, коли припустити, що ці «еліптичні туманності» складаються майже виключно з зір, подібно до кулястого зоряного скупчення.
У 1940-х кількість досліджень різко знизилася (прямий наслідок Другої світової війни). Тим не менш, була переглянута теорія, в якій спіральні галактики утворювалися з еліптичних шляхом викидання речовини у вигляді спіральних рукавів. Натомість, Ян Оорт та Лайман Спітцер виявили, що еліптичні галактики насправді містять значно більше речовини, ніж можна побачити у видимому діапазоні. Подібний ефект був відомий раніше для інших типів галактик, його відкрив Якобус Корнеліус Каптейн в 1922 році, а ще раніше, в 19 столітті, інші вчені вистували аналогічні гіпотези для пояснення різних інших спостережень. Ці дослідження лягли в теорію існування темної матерії.
У 1950-х вперше почали фотометричні спостереження еліптичних галактик, які астрономи проводили з використанням мікрофотометрів. Вони активно застосовувалися для уточнення попередніх розрахунків. У той час астрономи активно дискутували стосовно еволюційного взаємозв'язку неправильних, спіральних та еліптичних галактик. У 1951 році було запропоновано гіпотезу щодо еволюційного розвитку галактик, за якою галактики неправильної форми були молодими, спіральні — середнього віку, а еліптичні — старими та припускалося, що ці типи є різними стадіями еволюції галактик. Пізніше, дослідження 1953 року виявило, що певні показники еліптичних галактик, такі як колір, відповідають моделі, в якій переважна більшість зір таких галактик — це зорі пізніх спектральних класів. Ще через 4 роки було виявлено, що еліптичні галактики містять лише близько 0,5 % нейтрального водню. На той час вже було відомо, що чим більша кількість водню (у вигляді молекулярних хмар, тим інтенсивніше утворюються зорі, а також що масивніші блакитні й білі зорі мають значно коротшу тривалість «життя», ніж менші за масою жовті та червоні карлики.

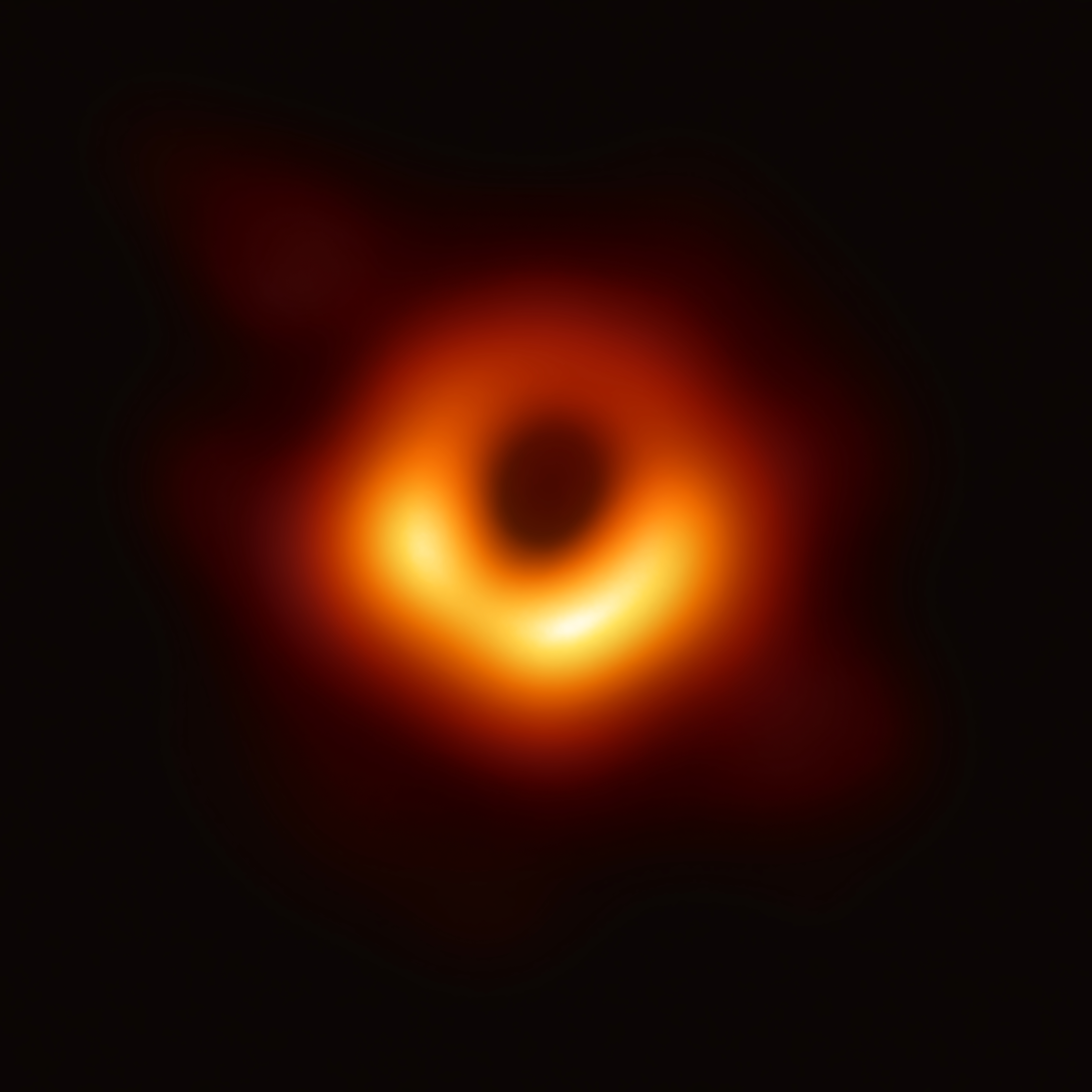
Перший в історії знімок горизонту подій надмасивної чорної діри, зроблений за допомогою Event Horizon Telescope в 2019 році. Еліптична галактика M87.

Склавши в єдину теорію перелічені вище факти, в 1960-х вчені дійшли висновку, що червоніший колір еліптичних галактик спричинений майже повним вичерпанням запасів водню, низьким темпом зореутворення та, як наслідок, повним «вимиранням» масивних зір, які мають коротший час перебування на Головній послідовності. Інші дослідження 1960-х фокусувалися переважно на дослідженні різних складових еліптичних галактик (розподілу яскравості, розміру та маси, інтенсивності їх радіовипромінювання) та галактичній еволюції, зокрема — на ролі турбулентних потоків та магнітного поля. У той час ставали більш розповсюдженими комп'ютери, завдяки чому в 1967 році було вперше проведено чисельне моделювання формування галактик. Були проведені спостереження в різних діапазонах електромагнітного спектру та в різних фотометричних смугах видимого світла.
У 1976 році гіпотезу про те, що неправильні, спіральні та еліптичні галактики є стадіями еволюції поставили під сумнів. Кількома роками раніше була запропонована альтернативна гіпотеза, де тип галактики визначається вже на етапі формування кількома початковими фізичними характеристиками, перш за все — загальним моментом імпульсу. Загалом, починаючи з 1970-х, кількість досліджень еліптичних галактик різко збільшилася, хоча певний час перелік тем цих досліджень майже не змінився порівняно з 1960-ми: радіовипромінювання, рентгенівське випромінювання, спектроскопічні спостереження, спроба уточнити Закон Габбла — Леметра, вимірювання мас, математичне моделювання еволюції тощо. У квітні 1977 році вперше висунуто гіпотезу, що в центрах еліптичних галактик перебуває надмасивна чорна діра. У тій статті основним об'єктом була еліптична галактика M87. Досліджуючи M87 за допомогою Телескопа горизонту подій, рівно через 42 роки (теж у квітні, але вже 2019) астрономи зробили перший в історії знімок чорної діри — тієї самої, з якої почалося існування цієї гіпотези.

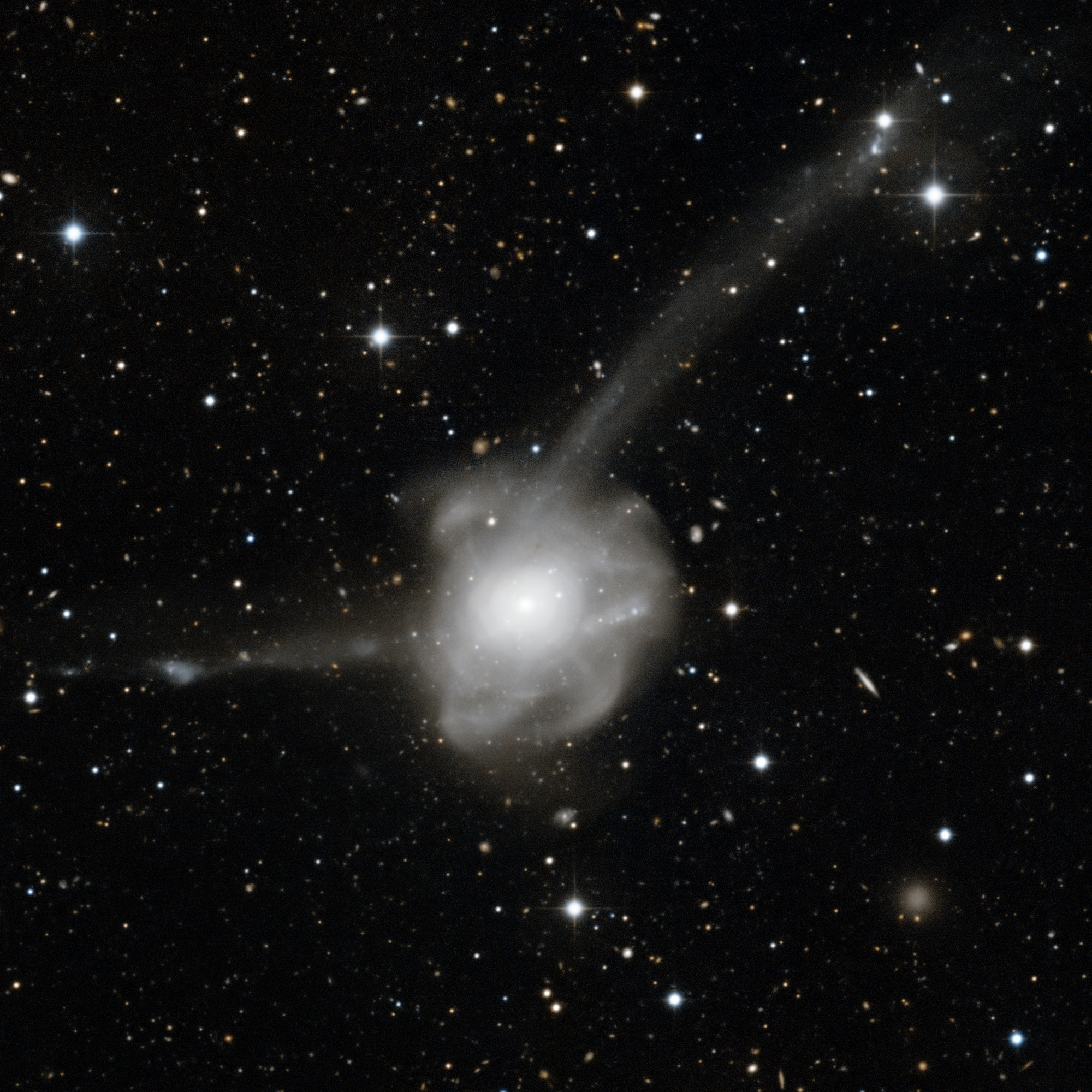
NGC 7252

Сучасні дослідження еліптичних галактик застосовують різноманітні інструменти та фізичні явища (зокрема, гравітаційне лінзування) для дослідження еліптичних галактик.
В 2023 році галактику NGC 7252 було віднесено до рідкісної і малодослідженої групи об'єктів — блакитних еліптичних галактик. Цей підтип еліптичних галактик, на відміну від звичайних еліптичних, відрізняється блакитним кольором у видимому спектрі і великою кількістю молодих зір, зокрема ранніх спектральних класів. Імовірною причиною їх утворення є злиття спіральної галактики з великою кількістю міжзоряного газу та звичайної еліптичної галактики. До цього ж підтипу еліптичних галактик в 1990 році віднесли NGC 3928 (однак, пізніші дослідження виявили, що вона не еліптична, а спіральна) та дві взаємодіючі галактики з віддаленого скупчення Cl0939+472 в 1995.

## Загальні характеристики
Еліптичні галактики відрізняються від інших типів кількома особливостями будови.
1. Форма таких галактик близька до сферичної або еліптичної (звідки й походить назва).
2. Кількість газу та пилу, з яких можуть формуватися зорі, невелика порівняно з іншими типами галактик.
3. Кількість міжзоряної речовини (окрім пилу та газу) також є малою.

Як наслідок малої кількості речовини, з якої можуть формуватися зорі, темп зореутворення дуже низький порівняно зі спіральними і тим паче — неправильними галактиками. Тому кількість молодих зір в них невелика, а більшість зір таких галактик є старими, тобто, здебільшого червоними та помаранчевими зорями спектральних класів M та K. Навколо еліптичних галактик зазвичай розташовується велика система кулястих зоряних скупчень, які є її супутниками. Часто ці скупчення поділяються на дві різні категорії: частина з них складається переважно з більш червоних та багатих на метали зорі, а інша частина — з більш блакитних, гарячих і в той же час — бідних на метали зорі.
Динамічні властивості еліптичних галактик та галактичних балджів схожі, тому вчені висувають гіпотези про однакові фізичні процеси, що призводять до їх формування, хоча такі твердження є дискусійними. Розподіл поверхневої яскравості як балджів, так і еліптичних галактик з доволі високою точністю апроксимується профілем Серсіка.
Кожна масивна еліптична галактика має надмасивну чорну діру в центрі. Дослідження 2013 року, в якому проводилося спостереження 46 еліптичних галактик, 20 галактичних балджів спіральних галактик та 22 так званих псевдо-балджів виявило, що кожна з досліджених галактик містить надмасивну чорну діру. Маса цієї чорної діри корелює з масою самої галактики.

## Розміри та форма

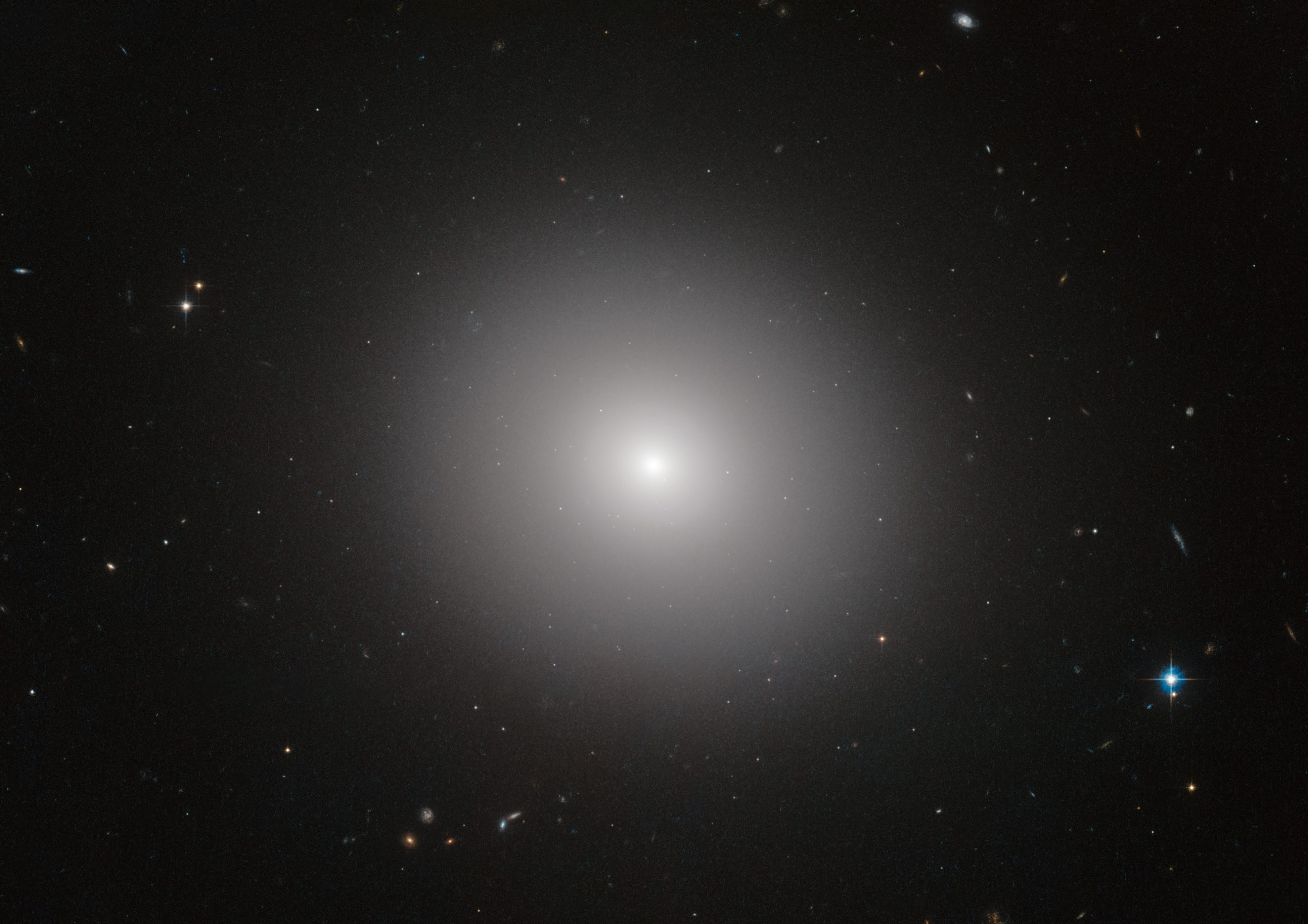
Еліптична галактика IC 2006

### Розміри
Розміри еліптичних галактик варіюються в дуже широкому діапазоні: від 3000 світлових років до понад 700 000 світлових років. Діапазон можливих значень мас ще більший: від 100 000 до 10 трильйонів мас Сонця. Для цього типу галактик діапазон можливих значень розмірів та мас значно більший, ніж для інших типів. Найменші карликові еліптичні галактики мають розміри та форму, зіставні з великими кулястими зоряними скупченнями, однак містять значно більше темної матерії, якої немає в зоряних скупченнях[джерело?].

### Форма та класифікація за формою
За системою класифікації Габбла, еліптичні галактики позначаються літерою E (від англ. Elliptical galaxy), після якої йде цифра від 0 (галактика з майже ідеальною сферичною симетрією) до 7 (найбільш «витягнуті» з відомих «еліптичних» галактик). Сама ця цифра, позначена як N, обчислюється за формулою:
{\displaystyle N=10\cdot \left(1-{\frac {b}{a}}\right)}
де a та b — велика і мала піввісі еліпса, яким апроксимують форму галактики по її ізолюксі.
Насправді, ще в дослідженні 1966 року зазначалося, що еліптичні галактики з формою E4-E7 — це неправильно класифіковані лінзоподібні галактики, які розташовані під різними кутами до променя зору. Тому реальна межа ступеня витягнутості еліптичних галактик становить близько E3-E4. Надалі результати цього дослідження були підтверджені шляхом спектроскопічних спостережень за обертанням дисків цих галактик. Варто зазначити, що класифікація Габбла описує лише видиму форму галактики. Тобто, насправді галактика може мати еліпсоїдальну форму, однак при цьому бути повернутою до нас під таким кутом, що виглядатиме майже круглою. Іншими словами, деякі галактики, які класифіковані як E0, з іншої віддаленої точки Всесвіту можуть виглядати, як, наприклад, E1, E2 або навіть E7.

## Зореутворення
Утворення нових зір в еліптичних галактиках майже не відбувається, оскільки в газо-пилових хмарах цих галактик фактично відсутній нейтральний водень, який є ключовим компонентом для утворення нових зір. Початкова оцінка кількості нейтрального водню в еліптичних галактиках становила близько 0,5 %, для деяких галактик пізніші дослідження виявили, що він становить ще меншу частку (наприклад, всього 0.14 % для NGC 4278). Зореутворення може відбуватися за рахунок одного з трьох основних механізмів:
1. «Хвиля підвищеної густини» при обертанні спіральних рукавів галактики (англ. galactic spiral density wave).
2. Ударна хвиля від вибуху наднової зорі.
3. Утворення великої області однократно іонізованого водню.

У спіральних галактиках діють одночасно всі три механізми, у той час як в еліптичних можливий тільки третій. Перший механізм в еліптичних галактиках не реалізовується через їх симетричну структуру та відсутність спіральних рукавів (або будь-яких інших аналогічних неоднорідностей). А другий механізм не запускається через відсутність масивних зір, які могли б стати надновими, оскільки для цього потрібна маса щонайменше 8 мас Сонця, у той час як більшість зоряного населення еліптичних галактик — це зорі, менші за Сонце за масою. Еліптичні галактики могли мати активне зореутворення в далекому минулому, ще на етапі свого формування.

## Карликові еліптичні галактики
Еліптичні галактики, світність яких не перевищує 108 L☉ (що відповідає абсолютній зоряній величині -16), вважають карликовими. Їх позначають dE (скорочення від англ. dwarf Elliptical galaxy — карликова еліптична галактика). Однією з перших відкритих карликових еліптичних галактик є Leo II, яка має радіус усього 800 парсек (~2500 світлових років).
Карликові еліптичні галактики не мають якихось особливостей, що відрізняли б їх від «звичайних» (еліптичних галактик більшої світності). Зоряне населення так само складається переважно з червоних гігантів, зір асимптотичної гілки гігантів та невеликої кількості зір головної послідовності. Деякі карликові еліптичні галактики могли взаємодіяти зі своїми галактиками-сусідами, за рахунок чого в них збільшувалася кількість міжзоряного газу, що в свою чергу ставало причиною інтенсифікації зореутворення. Результати моделювання показують, що в них в минулому був спалах зореутворення. Карликові еліптичні галактики містять менше темної матерії, ніж «звичайні».

## Приклади
Найбільшою відомою галактикою є ESO 383-76, розміром в понад 520 кілопарсек, що в 20 разів перевищує розміри Чумацького Шляху та має масу в 2.15×1012 мас Сонця. Найближчою до Землі великою еліптичною галактикою є Маффей 1, розташована на відстані 8,2-16,3 мільйонів світлових років. Серед об'єктів каталогу Мессьє є 10 великих еліптичних галактик (порядкові номери: 32, 49, 59, 60, 84, 86, 87, 89, 105, 110) та декілька карликових.